# Marshfield (Massachusetts)
Marshfield é uma vila localizada no condado de Plymouth no estado estadounidense de Massachusetts. No Censo de 2010 tinha uma população de 25.132 habitantes e uma densidade populacional de 305,51 pessoas por km².

## Geografia
Marshfield encontra-se localizado nas coordenadas 42° 06′ 55″ N, 70° 42′ 37″ O. Segundo o Departamento do Censo dos Estados Unidos, Marshfield tem uma superfície total de 82.26 km², da qual 74.13 km² correspondem a terra firme e (9.89%) 8.14 km² é água.

## Demografia
Segundo o censo de 2010, tinha 25.132 pessoas residindo em Marshfield. A densidade populacional era de 305,51 hab./km². Dos 25.132 habitantes, Marshfield estava composto pelo 96.83% brancos, o 0.45% eram afroamericanos, o 0.15% eram amerindios, o 0.71% eram asiáticos, o 0.02% eram insulares do Pacífico, o 0.79% eram de outras raças e o 1.05% pertenciam a duas ou mais raças. Do total da população o 1.25% eram hispanos ou latinos de qualquer raça.